# Панфилово (Петушинский район)
Панфилово — деревня в Петушинском районе Владимирской области России, входит в состав Нагорного сельского поселения.

## География
Деревня расположена на берегу реки Шередарь в 13 км на север от города Покров и в 30 км на северо-запад от райцентра города Петушки.

## История
В писцовых книгах 1628-1631 годов деревня Панфилово значилась в составе Воскресенского прихода, в ней тогда были 1 двор крестьянский, 2 двора бобыльских и 1 — пустой.
В конце XIX — начале XX века деревня входила в состав Овчининской волости Покровского уезда, с 1921 года — в составе Александровского уезда. В 1859 году в деревне числилось 28 дворов, в 1905 году — 27 дворов, в 1926 году — 41 двор.
С 1929 года деревня входила в состав Ольховского сельсовета Киржачского района, с 1940 года — в составе Желудьевского сельсовета, с 1945 года — в составе Покровского района, с 1954 года — центр Панфиловского сельсовета, с 1960 года в составе Петушинского района, с 2005 года — в составе Нагорного сельского поселения.
В 1974 году в состав деревни включена упразднённая деревня Ольхово.
До 2013 года в деревне действовала Панфиловская основная общеобразовательная школа.

## Население
| 1859 | 1905 | 1926 | 2002 | 2010 | 2021 |
| ---- | ---- | ---- | ---- | ---- | ---- |
| 171  | ↘137 | ↗164 | ↗184 | ↘131 | ↗167 |

## Инфраструктура
В деревне имеются библиотека, отделение почтовой связи.